# Bitwa pod Gainsborough
Bitwa pod Gainsborough – starcie zbrojne, które miało miejsce 28 lipca 1643 podczas angielskiej wojny domowej (1642–1651).
Dnia 20 lipca 1643 Lord Willoughby w nocnym ataku zdobył dla Parlamentu Gainsborough w Lincolnshire, którego bronił garnizon Rojalistów pod wodzą hrabiego Kingstona. Hrabia zginął potem od kuli wystrzelonej z działa Rojalistów (był on wówczas jeńcem wojsk Parlamentu).
Miasto Gainsborough było ważne dla komunikacji z południem, więc Lord Newcastle wysłał Charlesa Cavendisha, by je odebrał. Parlament także zdawał sobie sprawę ze strategicznego znaczenia Gainsborough i wysłał Meldruma, by pomógł Cromwellowi uwolnić miasto od oblężenia, a następnie wzmocnić jego garnizon.
Rojaliści próbowali odzyskać miasto 28 lipca 1643 od południowego wschodu i zajęli stanowisko pod Foxby Hill, lecz pomimo stromego i piaszczystego wzniesienia zostali rozgromieni przez natarcie wojsk Parlamentu, głównie znakomitą kawalerię Cromwella (tzw. Ironsides). Rojaliści zostali wyparci na płaski podmokły teren nad rzeką Trent, gdzie zginął Cavendish wraz z 300 swymi żołnierzami.
Chociaż zwycięstwo w bitwie odniosły wojska Parlamentu, to 30 lipca nadciągnęła do Grantham armia Newcastle'a, wyparła siły Parlamentu i odzyskała miasto. Wkrótce potem siły Parlamentu zostały całkowicie wyparte z Lincolnshire.